# Cal Francés
Cal Francés és una obra del Poal (Pla d'Urgell) inclosa a l'Inventari del Patrimoni Arquitectònic de Catalunya.

## Descripció
Cal Francès és una casa pairal antiga de la població de Poal. La seva ubicació en el c/ Major, arquitectònicament parlant, la fa respondre a característiques similars a les d'altres casals allà ubicats (Cal Puig, Cal Castell...): dimensions considerables que s'estructuren en planta baixa, pis principal i golfes. Destaca l'harmonia i l'austeritat de la façana. Dues dates situades en les llindes dels balcons (1783 i 1831) són indicatives de reformes de l'edifici. Cal destacar també l'interès artístic que ofereixen la forja dels balcons, amb elements i motius florals, i les baranes de fusta i balustres dels finestrals del pis superior, i el treball de la pedra dels balcons (l'escut de la fotografia porta la inscripció: JAUME IVAN MASSIA, 1699).